# دلفتچه پورت
دلفتچه پورت (انگلیسی: Delft Gate Building) ساختمان اداری ۴۱ طبقه مستقر در شهر روتردام، هلند است، که در سال ۱۹۹۱ احداث گردید.